# Jenny Rogneby

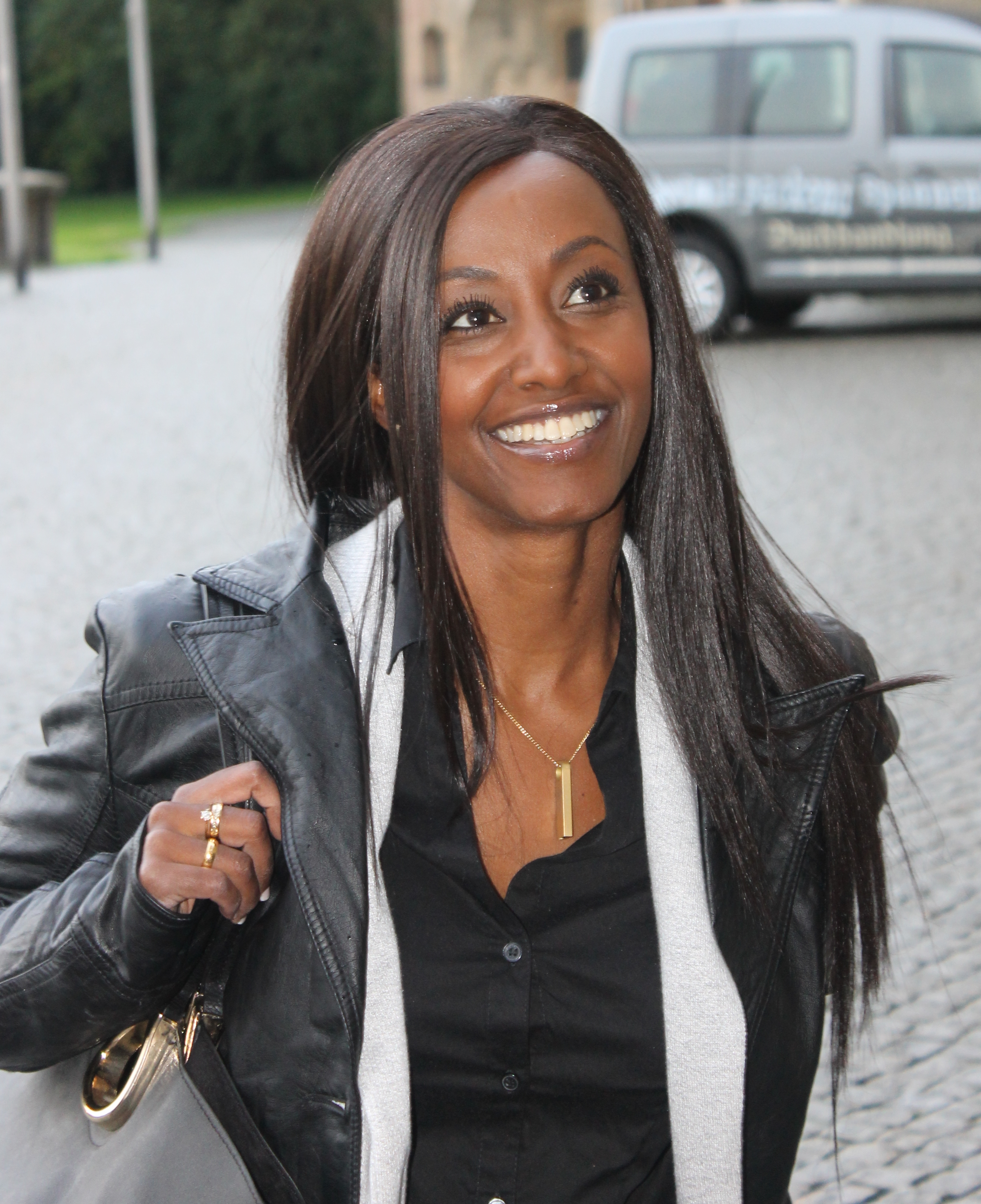
Jenny Rogneby beim Krimifestival Mordsharz in Goslar 2015

Jenny Rogneby (* 1974 in Äthiopien) ist eine schwedische Schriftstellerin. Sie war Pop-Sängerin und arbeitete als Ermittlerin bei der Stockholmer Polizei. Ihr erster Kriminalroman wurde in Schweden ein Bestseller.

## Leben
Mit einem Jahr wurde die in Äthiopien geborene Jenny Rogneby zur Adoption freigegeben. Sie wurde von einem schwedischen Ehepaar adoptiert und wuchs in einer Militärbasis bei Boden im Norden Schwedens auf. Bereits mit fünf Jahren erhielt sie Klavier- und Tanzunterricht. Mit 15 zog sie in eine größere Stadt, um dort ihr Abitur zu machen. In Stockholm besuchte sie eine Ballett-Akademie und eine Musical-Schule. Mit 21 Jahren war sie als Musicaldarstellerin unterwegs und trat mit verschiedenen Formationen als Sängerin auf. Als Mitglied eines Duos hatte sie einen Hit in Japan, in Tallinn trat sie im Vorprogramm von Michael Jackson vor 80.000 Zuschauern auf. Sie war Mitglied der Girlgroup Cosmo4, die 2007 am schwedischen Vorentscheid für den Eurovision Song Contest teilnahm.
Neben ihrer musikalischen Karriere studierte Rogneby an der Universität Stockholm Kriminologie, Soziologie und Psychologie. Ihre Abschlussarbeit schrieb sie 2006 über modellhafte Möglichkeiten und Wege, marginalisierte Personengruppen aus der Randständigkeit von Obdachlosigkeit, Kriminalität, Prostitution und Drogensucht zu führen und gesellschaftlich zu integrieren. Anschließend arbeitete sie sieben Jahre lang als Ermittlerin bei der Polizei in Stockholm. Dabei kam ihr die Idee zur Romanfigur der Kommissarin Leona Lindberg. Das Interessanteste bei den Ermittlungen sei für sie gewesen, „sich dieselbe Situation, dasselbe Verbrechen aus dem Blickwinkel von verschiedenen Menschen schildern zu lassen.“ 2011 besuchte sie während des Sommerurlaubs einen Schreibkurs. Rogneby nahm ein Jahr Auszeit, verkaufte ihre Wohnung und zog nach Malta, um ihren ersten Roman zu schreiben. Mehrere Verlage zeigten Interesse an dem Buch, das in Schweden ein Bestseller wurde und anschließend in mehreren Sprachen erschien.

## Veröffentlichungen in deutscher Übersetzung
- Leona – Die Würfel sind gefallen (schwedischer Originaltitel: Leona – Tärningen är kastad, übersetzt von Antje Rieck-Blankenburg). Atrium Verlag, Zürich 2015, ISBN 978-3-85535-627-0.

Als Hörbuch (4 CDs), gesprochen von Julia Nachtmann, Jumbo Neue Medien & Verlag, Hamburg 2015, ISBN 978-3-8337-3462-5
- Leona – Der Zweck heiligt die Mittel (schwedischer Originaltitel: Leona – Alla medel tillåtna, übersetzt von Antje Rieck-Blankenburg). Atrium Verlag, Zürich 2016, ISBN 978-3-85535-628-7.
- Leona – Alles hat seinen Preis. Atrium Verlag, Zürich 2017, ISBN 978-3-85535-629-4.

## Veröffentlichungen, die noch nicht in deutscher Übersetzung vorliegen
- Ur aska i eld (2019)
- Öga for öga (2020)
- Uden menneskelig værdi (2021)